# Mabanda
Mabanda è un comune del Burundi situato nella provincia di Makamba con 45.836 abitanti (censimento 2008).

## Geografia antropica

### Suddivisioni amministrative
Il comune è suddiviso in 16 colline.